# Malaya moucheti
Malaya moucheti är en tvåvingeart som först beskrevs av Hamon och Adam 1955.  Malaya moucheti ingår i släktet Malaya och familjen stickmyggor. Inga underarter finns listade i Catalogue of Life.